# Penestomus zulu
Espèce
Penestomus zulu est une espèce d'araignées aranéomorphes de la famille des Penestomidae.

## Distribution
Cette espèce est endémique du KwaZulu-Natal en Afrique du Sud,. Elle se rencontre vers Mfongosi.

## Description
La femelle holotype mesure 4,5 mm.

## Systématique et taxinomie
Cette espèce a été décrite par Miller, Griswold et Haddad en 2010.

## Étymologie
Son nom d'espèce lui a été donné en référence au lieu de sa découverte, le KwaZulu-Natal.

## Publication originale
- Miller, Griswold & Haddad, 2010 : « Taxonomic revision of the spider family Penestomidae (Araneae, Entelegynae). » Zootaxa, no 2534, p. 1–36 (texte intégral).